# لو دورف
لِو دورُف (روسی: Лев Константинович Дуров؛ IPA: [ˈlʲef kənstɐnʲˈtʲinəvʲɪdʑ ˈdurəf]; ۲۳ دسامبر ۱۹۳۱ – ۲۰ اوت ۲۰۱۵) بازیگر تئاتر و فیلم روسیه شوروی و روسیه بود که در بیش از ۲۰۰ فیلم و تولیدات بیشماری بین سالهای ۱۹۵۵ و ۲۰۰۸ ظاهر شد.
از فیلم‌ها یا برنامه‌های تلویزیونی که وی در آن نقش داشته‌است می‌توان به لحظات هفده‌گانه بهاری، مرشد و مارگاریتا، و بیا اینجا، مختار! اشاره کرد.

## جوایز:
وی برندهٔ جوایزی همچون جایزه هنرمند مردمی اتحاد جماهیر شوروی، نشان دوستی، و هنرمند مردمی جمهوری شوروی فدراتیو سوسیالیستی روسیه شده‌است.